# Jedinozjdy solgav...
Jedinozjdy solgav... (russisk: Единожды солгав…) er en sovjetisk spillefilm fra 1987 af Vladimir Bortko.

## Medvirkende
- Jurij Beljajev som Aleksandr Grigorjevitj Krjukov
- Jelena Solovej som Irina
- Irina Skobtseva som Anna Ivanovna
- Jurij Zvjagintsev som Jura
- Sergej Jakovlev som Ivan Semyonovitj